# Distrito de Neustadt an der Orla
El distrito administrativo de Neustadt an der Orla, también llamado V Distrito Administrativo, fue una división territorial de primer nivel que existió desde 1850 hasta 1922 en el Gran Ducado de Sajonia-Weimar-Eisenach y más tarde en el Estado Libre de Sajonia-Weimar-Eisenach. La capital del distrito estaba situada en el municipio de Neustadt an der Orla, en la actual Turingia. La superficie del antiguo distrito administrativo corresponde actualmente a los distritos de Greiz y Saale-Orla en Turingia.

## Historia
En 1850, el Gran Ducado de Sajonia-Weimar-Eisenach se dividió en cinco distritos administrativos, que eran comparables en tamaño a los distritos rurales. El quinto distrito incluía el distrito administrativo de Neustadt del Gran Ducado. El distrito también incluía los enclaves de Thrä administrativenitz, Rußdorf, Förthen y Teichwolframsdorf.
En 1918, el Gran Ducado de Sajonia-Weimar-Eisenach se transformó en el Estado Libre de Sajonia-Weimar-Eisenach, un estado de corta duración de la República de Weimar que pasó a formar parte del Estado de Turingia el 1 de mayo de 1920. disuelto, que sobrevive hasta nuestros días